# Musée archéologique national d'Aquilée
Pour les articles homonymes, voir Musée archéologique national.
Le musée archéologique national d'Aquilée (en italien : Museo archeologico nazionale di Aquileia) est une des principales institutions muséales d'Aquilée et du Frioul-Vénétie Julienne. Il illustre sept siècles d'histoire de l'Aquilée romaine du IIe siècle av. J.-C. au Ve siècle de notre ère et est l'un des plus grands musées du monde sur la civilisation romaine.
Inauguré en 1882, il est abrité dans la Villa Cassis Faraone et se développe sur trois niveaux et douze salles. Il accueille une collection exceptionnelle de statues, de monuments funéraires, d'inscriptions, de pierres précieuses, d'ambres et de pièces de monnaie d'Aquilée. La galerie lapidaire et la quantité et la qualité considérables des mosaïques de sol sont également d'une grande importance.
Le musée a bénéficié à partir de février 2017 d'une réorganisation en vue de modifier et de moderniser complètement l'exposition intérieure.

## Histoire
Le premier noyau du musée est constitué par une collection privée du chanoine Gian Domenico Bertoli dans les années 1700, hébergée au 6 de la via Poppone où, entre autres, d'intéressantes fresques de l'époque romaine ont été trouvées. Le premier noyau public est ouvert en 1807 dans le baptistère devant la Basilique patriarcale d'Aquilée. En 1887, une grande quantité de sculptures et de pierres tombales, murées dans la maison appelée Moschettini, sont récupérées et apportées au musée qui est déplacé dans la villa Cassis, son siège actuel. En 1879, la collection Bertoli est acquise, initialement exposée dans les locaux Ritter du Monastero.
Des arcades sont construites en 1898 dans les jardins de la villa Cassis, pour accueillir les monuments en pierre et, entre 1940 et 1950, elles sont agrandies avec un portique à quatre côtés.
Le musée est à nouveau réorganisé en 1954-1955 dans le but de réduire le nombre d'objets exposés et les mettre en valeur. Depuis 2016, de nouvelles rénovations et aménagements sont en cours.
Enrico Maionica, Giovanni Battista Brusin et Luisa Bertacchi figurent parmi ses directeurs historiques ; la directrice actuelle est Marta Novello.

## Collections
Le musée fait actuellement l'objet d'un programme de mise en valeur ; un nouvel aménagement est en cours pour l'ensemble de l'espace muséal et son extérieur. À partir du 3 août 2018, tout l'itinéraire a été repensé et le nouvel itinéraire de l'exposition permet de retracer l'histoire de l'une des villes romaines les plus importantes de l'Italie du Nord, dont il reste le témoignage dans les œuvres de sculpture sur pierre, dans l'artisanat d'art en ambre, verre et pierres fines et précieuses, ainsi que dans la riche collection d'épigraphes et de mosaïques présentées dans le cadre évocateur des galeries lapidaires et des jardins.

### Rez-de-chaussée

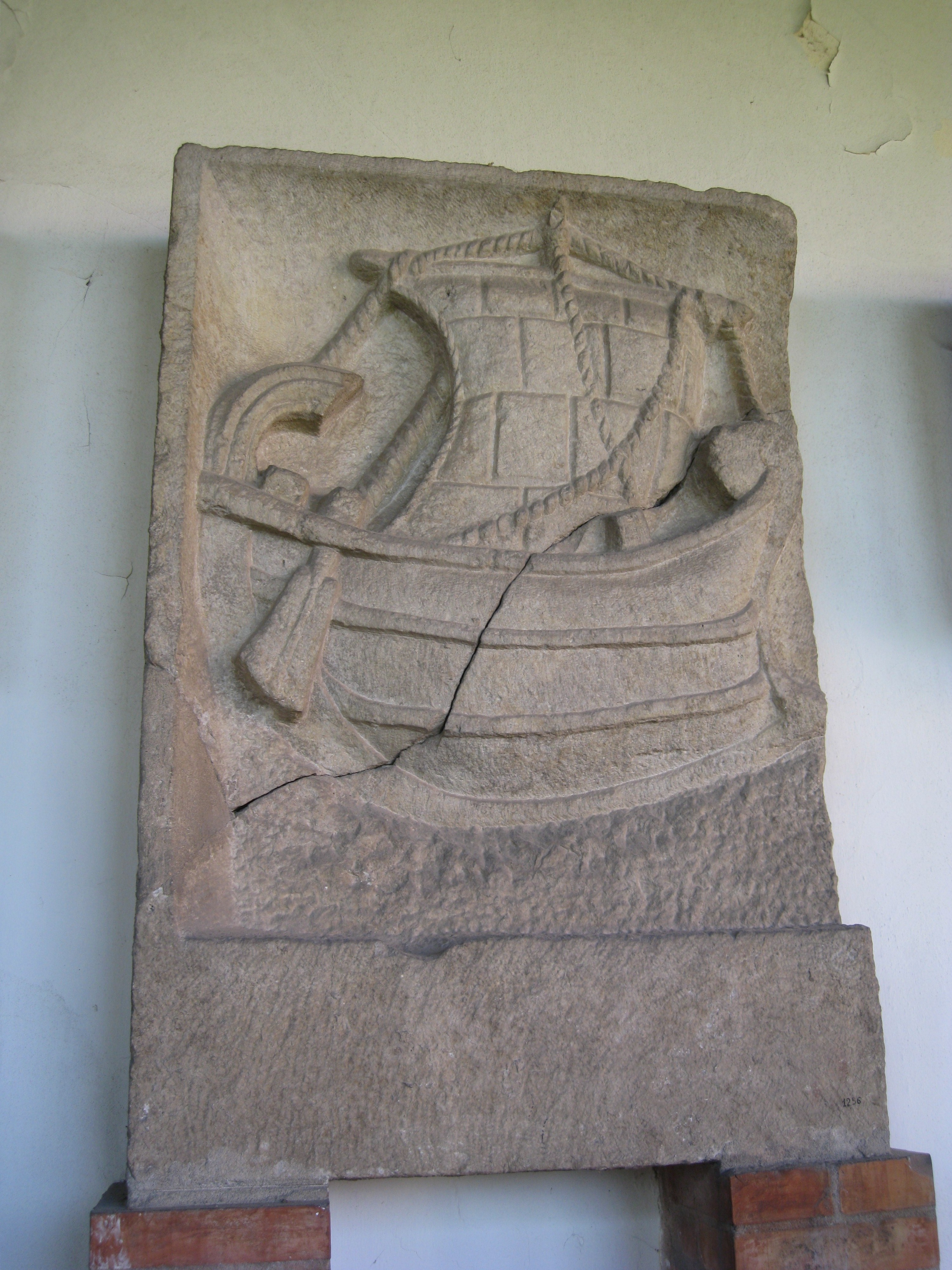
Navire (de commerce ?).

Le thème de la sculpture est développé au rez-de-chaussée selon les diverses expressions du monde antique avec une introduction relative à l'histoire de la ville d'Aquilée et de son territoire avec quelques trouvailles qui remémorent les phases les plus anciennes de la ville romaine, depuis sa fondation au IIe siècle av. J.-C. jusqu'aux événements de l'époque impériale.
La première salle introduit le visiteur au cœur du contexte aquiléen et lui permet de s'orienter dans le cadre géographique général dans lequel Aquilée se situait au IIe siècle av. J.-C. La colonie latine d'Aquilée est fondée en 181 av. J.-C. dans une zone déjà affectée par des peuplements protohistoriques. Les salles suivantes présentent l'histoire des études, des fouilles et des collections du musée, puis d'Aquilée à travers les salles consacrées aux monuments publics, qui constituent le lieu de la vie politique, religieuse et économique de la ville. La salle consacrée à l'archéologie funéraire, conserve divers témoignages relatifs au culte des morts, tels que des urnes cinéraires, des groupes sculpturaux, des stèles et de riches objets funéraires.

### Premier étage

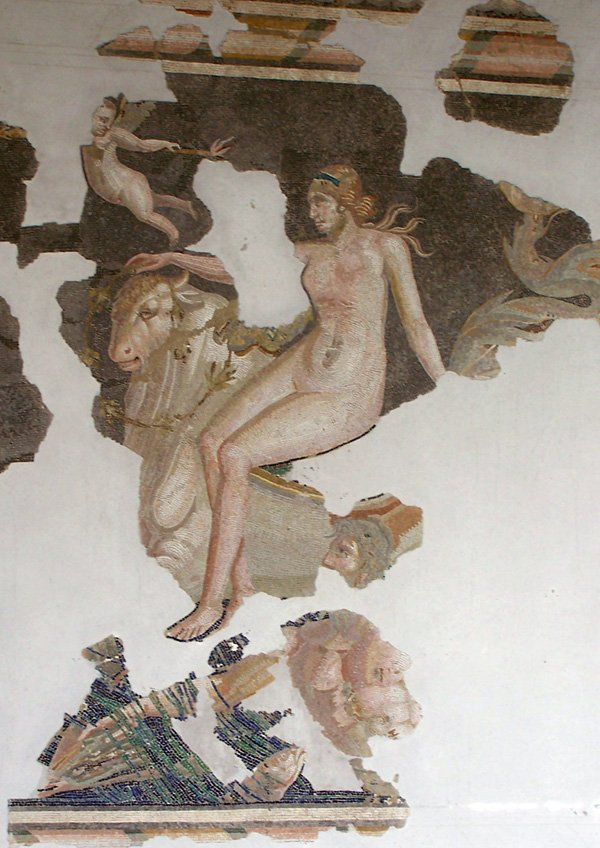
L'enlèvement d'Europe : mosaïque provenant d'une prestigieuse villa d'Aquilée.

Le premier étage présente l'Aquilée privée à travers une série de salles dans lesquelles les trouvailles sont organisées par zones thématiques :
- la domus et l'espace privé : un espace rassemble des panneaux de mosaïque de grande valeur, des meubles et des éléments de l'instrumentum domesticum utilisés dans la domus dans la vie quotidienne ;
- Aquilée, porte de la Méditerranée : section consacrée aux relations commerciales et culturelles que la ville entretenait avec toute la Méditerranée à l'époque romaine, à travers des routes maritimes et terrestres, attestées dans la région par la présence d'inscriptions témoignant de la fréquentation par des personnes de différentes origines, à commencer par celles gréco-orientale ;
- le territoire et les activités productives : une série de découvertes renseignent sur les activités artisanales et les productions actives dans la région d'Aquilée, de la production de céramique à la production de verre. Une section est consacrée aux différents cultes pratiqués sur le territoire, compte tenu du caractère multiculturel d'Aquilée, avec des références à l'archéologie sacrée. À l'époque impériale, sur le territoire d'Aquilée, le panthéon classique a été rejoint par des divinités d'origines différentes, comme Isis et Sarapis de l'Égypte gréco-romaine ou Cybèle et Attis de la province d'Asie.

### Dernier étage

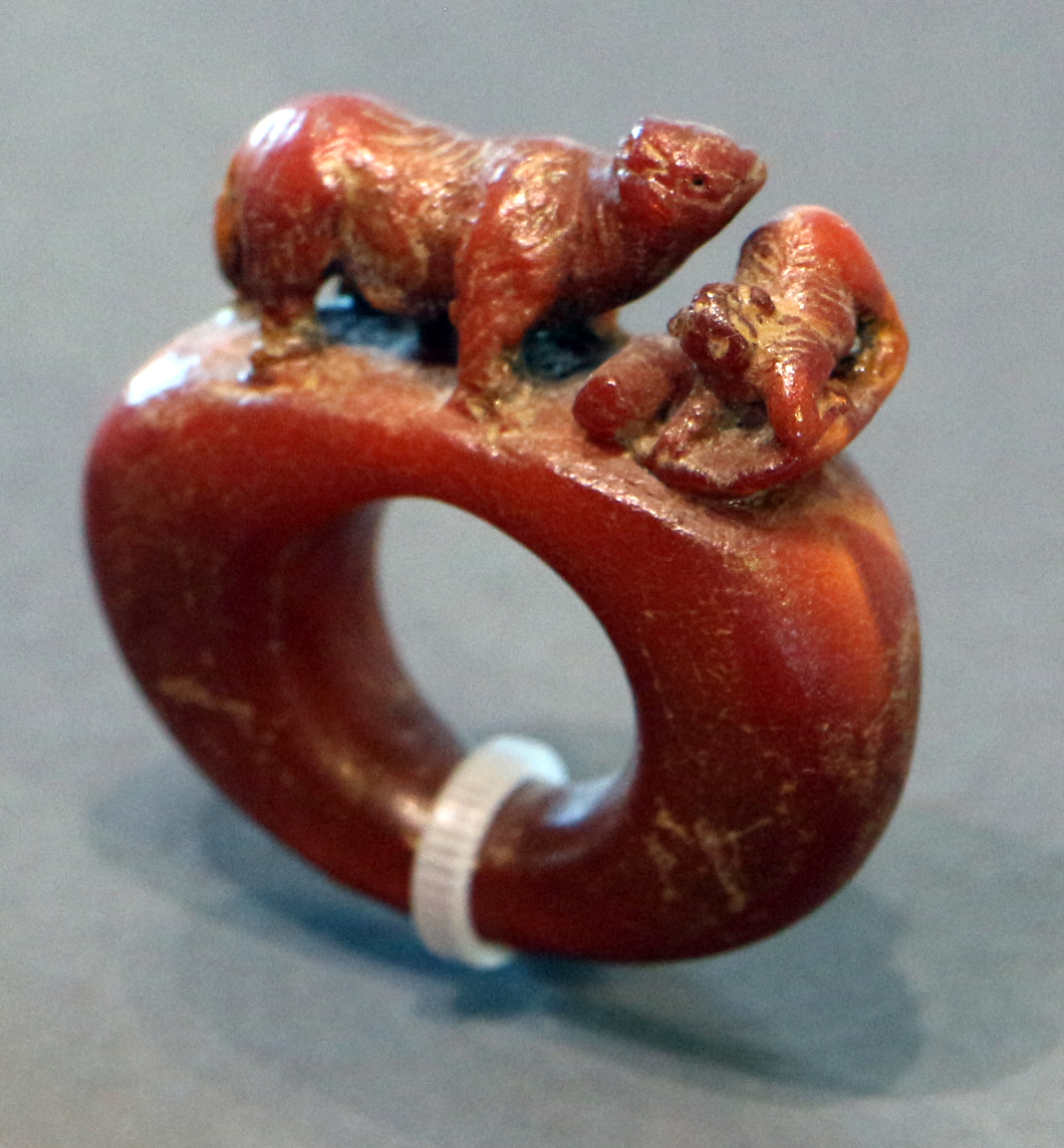
Anneau d'ambre avec décor animalier.

Au deuxième étage du musée, les trois dernières salles conservent quelques-unes des pièces les plus précieuses exposées au public, avec une riche collection de pierres précieuses, de bijoux, d'ambres et de pièces de monnaie. Il est actuellement en cours de rénovation.

### Galeries externes
Les galeries lapidaires et le jardin du musée accueillent une riche série de matériaux organisés par ordre typologique et chronologique dans les bras individuels des deux quadriportiques.
Elles présentent une vue d’ensemble des différents types de monuments funéraires trouvés à Aquilée, des stèles aux urnes funéraires, jusqu’à la reconstruction de monuments de grandes dimensions, comme celui de la famille des Curri, monument à édicule avec une couverture pyramidale qui abrite une statue.

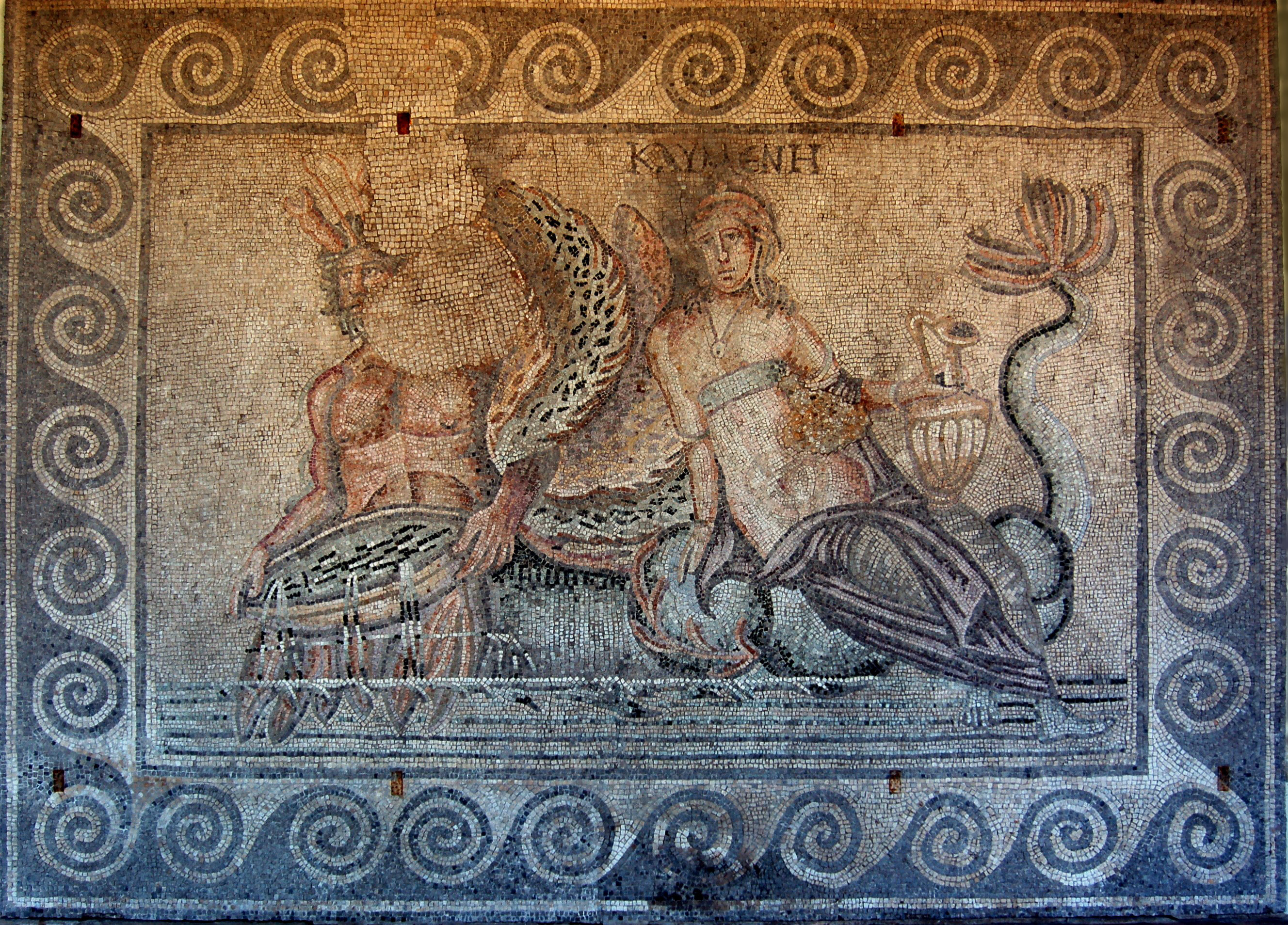
Pavement de mosaïque.

Au fond du jardin, des mosaïques sont exposées, relatives à la domus d'Aquilée et au complexe des Grands Bains du IVe siècle. Parmi celles-ci se trouvent la mosaïque d'un monstre marin sur un char, un panneau avec triton et néréide (avec le nom de « Klumene ») et trois médaillons avec des portraits, encadrés par des bandes octogonales, qui représentent probablement des athlètes, le dernier avec un vieil homme, peut-être un prêtre.